# Aristocrat Leisure
Aristocrat Leisure, «Аристократ Лэже» — австралийский производитель игровых автоматов. Штаб-квартира расположена в пригороде Сиднея Норт-Райд, филиалы имеются в ЮАР, России и США.
Aristocrat Leisure — крупнейший производитель игровых автоматов в Австралии и один из крупнейших в мире, уступающий только International Game Technology.

## История
Компания была основана Леонардом Эйнсвортом (Leonard Ainsworth) в 1953 году. У его отца с 1930-х годов было предприятие по производству стоматологического оборудования, но Леонард в начале 1950-х годов решил переоборудовать его на производство слот-машин; до этого в Австралии были только импортные игровые автоматы. В 1960 году компания Эйнсворта начала экспорт автоматов в Европу, а в 1964 году — в США. В 1965 году Эйнсворт представил на рынок первую электронную слот-машину; к этому времени компания полностью доминировала в Австралии, вытеснив иностранных конкурентов, и быстро наращивала долю на рынках других стран. В 1979 году компания начала производство полностью электронных автоматов Wild West.
В 1996 году компания разместила свои акции на Австралийской фондовой бирже, а также вышла на южноафриканский рынок. В 1999 году было создано подразделение Jubilee по обновлению старых автоматов для рынков Восточной Европы, Латинской Америки и Африки. В 2000 году компания вышла на рынок Японии, а также получила лицензию на деятельность в Неваде, включая Лас-Вегас (этой лицензии добивалась более 20 лет). В 2001 году была куплена компания Casino Data Systems, базирующийся в Лас-Вегасе разработчик игровых систем для казино. В 2002 году начал работу дистрибьютор в России.
В июле 2014 года Aristocrat за 1,3 млрд долларов купила производителя игровых автоматов Video Gaming Technologies, утроив свой североамериканский бизнес на фоне падения прибыли в Австралии. В августе 2017 года компания приобрела израильского разработчика мобильных игр Plarium за 500 млн долларов. В ноябре 2017 года компания приобрела ещё одного разработчика мобильных игр, Big Fish Games за 990 млн долларов.

## Деятельность
Помимо производства слот-машин компания занимается системами азартных игр (компьютеризированными сетевыми системами, управляющими игровыми автоматами), компьютерными версиями карточных игр, а также социальными казино. На основе нескольких купленных компаний (Product Madness, Plarium и Big Fish Games) было создано подразделение компьютерных и мобильных игр, на которое приходится около половины выручки компании.
Компания ведёт деятельность примерно в 300 юрисдикциях по всему миру (в ряде государств каждый штат, провинция или территория являются отдельными юрисдикциями со своими законами в отношении игорного бизнеса). На Америку приходится 43 % выручки, на Австралию и Новую Зеландию — 8 %, остальное относится к международной деятельности.